# Acraea maji
Acraea maji är en fjärilsart som beskrevs av Carpenter 1935. Acraea maji ingår i släktet Acraea och familjen praktfjärilar. Inga underarter finns listade i Catalogue of Life.